# Pas-de-Calais
Pas-de-Calais ou Passo de Calais (em francês: Pas-de-Calais) é um departamento da França localizado na região dos Altos da França. Sua capital é a cidade de Arras.

## História
Habitada desde os tempos pré-históricos, a região de Pas-de-Calais foi povoada por sua vez pelos celtas belgas, os romanos, os francos germânicos e os alamanos. Durante os séculos IV e V, a prática romana de cooptar tribos germânicas para fornecer serviços militares e de defesa ao longo da rota de Boulogne-sur-Mer a Colônia criou uma fronteira linguística germânico-românica na região que persistiu até o século VIII.
A colonização saxônica na região dos séculos V ao VIII provavelmente estendeu a fronteira linguística um pouco ao sul e oeste, de modo que, no século IX, a maioria dos habitantes ao norte da linha entre Béthune e Berck falava um dialeto do holandês médio, enquanto os habitantes ao sul falavam Picard, uma variedade de dialetos românicos.
Essa fronteira linguística ainda hoje é evidente nos topônimos e patronímimos da região. A partir do século IX, a fronteira linguística começou um movimento constante para o norte e o leste, e no final do século 15 os dialetos românicos haviam substituído completamente os do holandês.
Pas-de-Calais é um dos 83 departamentos originais criados durante a Revolução Francesa em 4 de março de 1790. Foi criado a partir de partes das antigas províncias de Calaisis, anteriormente inglesas, Boulonnais, Ponthieu e Artois, esta última anteriormente parte dos Países Baixos espanhóis.
Algumas das batalhas mais caras da Primeira Guerra Mundial foram travadas na região. O Canadian National Vimy Memorial, a oito quilômetros de Arras, comemora o ataque da Batalha de Vimy Ridge durante a Batalha de Arras (1917) e é o memorial mais importante do Canadá na Europa para seus soldados mortos.
Pas-de-Calais também foi alvo da Operação Fortitude durante a Segunda Guerra Mundial, que era um plano aliado para enganar os alemães de que a invasão da Europa no Dia D ocorreria aqui, e não na Normandia.